# Звёздный билет
«Звёздный билет» — роман Василия Аксёнова, написанный в 1961 году. Впервые опубликован в журнале «Юность» (1961, № 6, 7). Выход произведения вызвал бурную полемику в средствах массовой информации; считается, что его публикация стала поводом для снятия Валентина Катаева с должности главного редактора «Юности».
В 1962 году режиссёр Александр Зархи поставил по мотивам романа художественный фильм «Мой младший брат».

## История публикации
Первым читателем рассказов, написанных молодым фтизиатром Василием Аксёновым в конце 1950-х годов, стал прозаик Владимир Померанцев, который показал их Валентину Катаеву. Тот сразу спрогнозировал возможности начинающего автора: «Он станет настоящим писателем». В течение двух лет журнал «Юность» опубликовал не только аксёновские рассказы, но и его повесть «Коллеги». После её выхода Василий Павлович предложил редакции познакомиться со своим первым романом, озаглавленным «Орёл или решка». Произведение было одобрено редколлегией и подготовлено к печати. В этот момент выяснилось, что на студии «Мосфильм» уже идут съёмки картины по мотивам романа, и её рабочее название несколько иное — «Звёздный билет». Секретариат «Юности» спешно поменял заголовок, оставив упоминание про «орла» и «решку» в названии первой части: именно в ней юные герои подбрасывают монету, решая, остаться ли им в Москве или отправиться в Прибалтику.
Роман был напечатан в 6-м и 7-м номерах «Юности» за 1961 год и вызвал огромный интерес читателей: в библиотеках за журналами с публикацией выстраивались очереди. Как вспоминал сам Аксёнов, находившийся в момент выхода «Звёздного билета» на киносъёмках в Таллине, в середине лета местный пляж был покрыт «жёлто-оранжевыми корками журнала „Юность“ — вышел июльский номер с романом». Читатели находили членов съёмочной группы в кафе и сообщали артистам, что те «очень похожи на героев вот этой новой повести в „Юности“». Кинорежиссёр Вадим Абдрашитов писал, что его молодые современники знали содержание «Звёздного билета» почти наизусть и «просто находились в пространстве и атмосфере его прозы, среди его героев». По свидетельству литературоведа Аллы Латыниной, учившейся в ту пору на филологическом факультете МГУ, успех аксёновского романа «был фантастический»:

А зачитывались мы приключениями 17-летних оболтусов и вопреки логике отождествляли себя не с теми, кто полдня проводит в аудиториях, а другую половину в библиотеке, корпит над курсовой и зубрит латынь, а с теми, кто решил бросить вызов своим «коням» и после выпускных экзаменов сбежал в Эстонию… валяться на пляже и вечерами сидеть в кафе, словно герои Хемингуэя.

## Сюжет
Действие романа начинается в Москве. В центре повествования — история братьев Денисовых, которые совершенно не похожи друг на друга. Жизнь двадцативосьмилетнего Виктора устроена правильно: он — «космический врач», работающий в одном из больших научных учреждений. Ночами он пишет кандидатскую диссертацию, и видимый в оконном проёме прямоугольник звёздного неба напоминает ему железнодорожный билет с пробитыми компостером дырками. Его брат, семнадцатилетний Димка, совсем иной: юноша не признаёт авторитетов, раздражается из-за родительских наказов, протестует против устоявшихся правил и одевается как стиляга.
Стремясь избавиться от опеки старших, Дмитрий вместе с друзьями — Аликом Крамером, Юрием Поповым и Галей Бодровой — уезжает в Таллин. Герои быстро обнаруживают, что обретённая ими самостоятельность несёт не только свободу, но и большие финансовые проблемы. Поиски денег заставляют их заниматься рыбной ловлей, писать стихи и рассказы для газет, играть в покер, работать грузчиками в мебельном магазине. Почти все их проекты оказываются провальными; в конце концов молодые люди попадают в рыболовецкий колхоз и поселяются в местном общежитии. Каждый из них постепенно обретает новый жизненный опыт, в том числе в личной жизни. Так, Дмитрий не может забыть вероломную Галину, покинувшую его ради актёра Григория Долгова, и собирается жениться на местной девушке Ульви. Бодрова, в свою очередь, мечется между желанием сделать театральную карьеру и остаться с Димкой.
Тем временем Виктор оказывается в ситуации сложного нравственного выбора: один из опытов, которые он планирует поставить, может продемонстрировать ошибочность ряда ключевых положений его же диссертации. Научный руководитель предлагает Денисову отложить обнародование итогов эксперимента до защиты, однако Виктор считает, что точность научных данных важнее учёной степени. Проблема усугубляется тем, что результатом его исследований становится «опровержение» деятельности целого научного подразделения.
Братья встречаются во время отпуска Виктора — приехав в рыболовецкий колхоз, он обнаруживает Дмитрия повзрослевшим, оперившимся, гордящимся своей финансовой независимостью. Общение длится недолго: после получения срочной телеграммы Виктор спешно возвращается на работу. А спустя некоторое время из Москвы приходит известие о том, что он погиб в авиакатастрофе. После похорон Дима приходит к их старому, предназначенному под снос дому. Он ложится на любимый подоконник Виктора, смотрит в окно «глазами брата» и видит в ночном небе «звёздный билет».

## Полемика
Несметное число статей было посвящено злосчастному «Звёздному билету» В. Аксёнова, и почти все критики яростно протестовали против жаргонизмов, даже не пытаясь разобраться, имели ли они в романе художественную функцию, а заградительно выставляя вперёд жёсткие критические ладони. Кажется, только один голос прозвучал тогда спокойно и трезво — голос восьмидесятилетнего Чуковского.
«Звёздный билет» вызвал большой общественный резонанс. По воспоминаниям литературоведа Станислава Рассадина, работавшего в начале 1960-х годов заведующим отделом критики «Юности», откликом на роман Аксёнова стали сотни статей и множество читательских писем, опубликованных в различных советских изданиях; градус «критической ярости» порой зашкаливал. В вину автору вменялось злоупотребление юношеским жаргоном, а побег юных героев в Таллин расценивался рецензентами почти как диссидентский демарш. Не было единомыслия по поводу романа и внутри «Юности»: так, прочитав подготовленную к печати статью Рассадина в защиту Аксёнова, один из членов редакционной коллегии журнала в знак протеста подал в отставку. Главный редактор издания Валентин Катаев в том же 1961 году был освобождён от занимаемой должности.
Включение в роман специфической лексики и фразеологии, принятой в молодёжной среде того времени («Конь [отец] мой сейчас дома», «Были бы деньги, накирялся бы я сейчас»), стало поводом для оживлённой полемики о жаргоне. Начало дискуссии положила статья Корнея Чуковского «Нечто о лабуде», опубликованная 12 августа 1961 года в «Литературной газете». Протестуя против проникновения в русский язык «варварской лексики», Корней Иванович одновременно отмечал, что герои «Звёздного билета», изъясняющиеся между собой с помощью «самого свирепого жаргона», являются, тем не менее, «жизнестойкими и, пожалуй, одухотворёнными юношами».
Ответом Чуковскому стала серия статей в газете «Литература и жизнь», выходившей под эгидой Союза писателей РСФСР. Автор одной из них, озаглавленной «Не по-горьковски», писал, что персонажей аксёновского романа отличают «развязность, разухабистость и самонадеянность»; отдельная претензия была связана с тем, что «комсомол для них даже не существует». Литературовед Виктор Панков в публикации «Право на звёздный билет» отмечал слабость «идейной основы романа». Кроме того, читатели «Литературы и жизни» обвиняли коллектив «Юности» в том, что журнал «мало поработал с Аксёновым».

## Художественные особенности

### Герои и время
Современный анализ «Звёздного билета» делается представителями разных поколений с поправкой на время. Так, Ирина Лукьянова считает, что упрёки тех, кто некогда обвинял Аксёнова в посягательстве на устои советской власти, несостоятельны, но при этом признаёт, что его роман — «произведение несоветское». По мнению Аллы Латыниной, в нём, напротив, присутствует «вполне советская мораль»: «Непослушные-то детки, хлебнув свободы, уясняют на практике принцип „кто не работает, тот не ест“, приобщаются к труду и пополняют ряды рабочего класса, даром что выделяются одеждой и говорят на своем языке». В то же время американский дипломат Джек Мэтлок видит в «Звёздном билете» определённую перекличку с написанным десятью годами ранее романом Сэлинджера «Над пропастью во ржи»: в обеих историях «недовольный подросток бежит от однообразной действительности к чарующей его воображение иной жизни».
Исследователь творчества Аксёнова Дмитрий Петров обращает внимание на внутреннюю раскованность аксёновских персонажей. Они менее всего напоминают «плакатные профили» героев пятилеток, им — детям «оттепели» — важен собственный опыт и возможность личного выбора; «по тогдашним меркам» Дмитрий Денисов и его друзья — весьма свободные юноши. Столь же интересны люди, которые попадаются «беглецам» во время их странствий, — среди них выделяются рыбаки, направляющиеся в столицу Эстонии на выставку графики: «А после идут обедать. И — выпив за обедом „несколько бутылочек“ — следуют в концерт, где внимают скрипкам, виолончели и пению… Чудны́е рыбаки!». По замечанию писательницы Зои Богуславской, влияние персонажей романа на мировоззрение представителей её поколения оказалось столь мощным, что порой сложно было понять, «то ли Аксёнов внёс в литературу городской молодёжный сленг начала шестидесятых, то ли молодёжь заговорила языком его героев».

### Композиция
Роман состоит из четырёх частей, в названия которых включены некие подобия эпиграфов. Так, в первой части — «Орёл или решка» — присутствует мотив выбора, стремление определить своё будущее с помощью жребия. Вторая часть — «Аргонавты» — имеет явную отсылку к персонажам древнегреческой мифологии, отправившимся в поход за золотым руном. Заглавие третьей части — «Система дубль-ве» — несёт в себе, с одной стороны, напоминание о популярной некогда тактической схеме в футболе, с другой — указывает на прозвище Виталия Витальевича — одного из руководителей НИИ, в котором работает Виктор. Во время выступления с трибуны Денисов критикует деятельность закостеневшего в старых догмах В. В.: «Когда-то система „дубль-ве“ считалась прогрессивной в футболе, но сейчас она устарела». Наконец, четвёртая часть — «Колхозники» — означает, что повзрослевшие герои после череды метаний «вступили во взрослую жизнь».
Повествование ведётся попеременно то от лица Виктора, то от имени Димки. Подобная смена рассказчиков, по мнению исследователей, даёт представление о психологическом состоянии героев на разных жизненных этапах, помогает понять, какие метаморфозы происходят с ними по мере развития сюжета.

### Мотив дороги
В художественном пространстве романа исследователи выделяют образ дороги. Заявка на «дорожную тему» с её обязательным проездным документом дана уже в названии произведения — «Звёздный билет». Мотив пути намечается в первых же строчках, когда Виктор рассказывает о себе как о человеке, соблюдающем правила движения через сложные перекрёстки, и своём младшем брате, постоянно стремящемся перебежать улицу на красный сигнал светофора. Далее тема расширяется: юные герои отправляются в путь искать своё место в жизни, смутно представляя себе маршрут и возможные препятствия, — подобный мотив странствий был «зна́ком времени шестидесятых годов». Дорога как один из символов романа представляет собой, с одной стороны, элемент инфраструктуры (физическое измерение), с другой — этапы жизненного пути беглецов (метафизический план).

Персонажи собираются путешествовать, то есть они мечтают о путешествии, которое символизирует жажду поиска новой жизни. С физической категорией «движение» связано нравственное самоопределение героев во времени и пространстве. Через категорию «путь, движение» автор вводит тему личностной свободы.

## Экранизация
По воспоминаниям режиссёра Александра Зархи, он, познакомившись с романом Аксёнова ещё в рукописи, сумел убедить худсовет «Мосфильма» в необходимости начать съёмки картины о юношах и девушке, которым хочется «жить — и всё. Быть людьми, соблюдающими моральный этикет, но оставаться свободными». На роли Дмитрия Денисова и Алика Крамера Зархи пригласил студентов театральных вузов Александра Збруева и Олега Даля; для обоих участие в картине стало кинематографическим дебютом. Даль, по мнению режиссёра, идеально совпадал со своим персонажем: он вёл себя совершенно естественно на съёмочной площадке и за её пределами, легко и живо реагировал на любые события, не был скован условностями и выглядел очень непосредственным.
Фильм, названный «Мой младший брат», был впервые показан в Москве в августе 1962 года в рамках декады, приуроченной к празднованию Дня кино. Почти одновременно с ним на экраны вышли ещё две ленты, поставленные по произведениям Аксёнова: «Коллеги» и «Когда разводят мосты». Через некоторое время из ЦК КПСС в Союз кинематографистов СССР поступила директива провести критическое обсуждение всех трёх картин; оно состоялось 4 января 1963 года в Центральном доме кино. Как писал кинокритик Армен Медведев, особое недовольство партийных идеологов вызвал «Мой младший брат».